# Hr.Ms. Grijpskerk (1956)

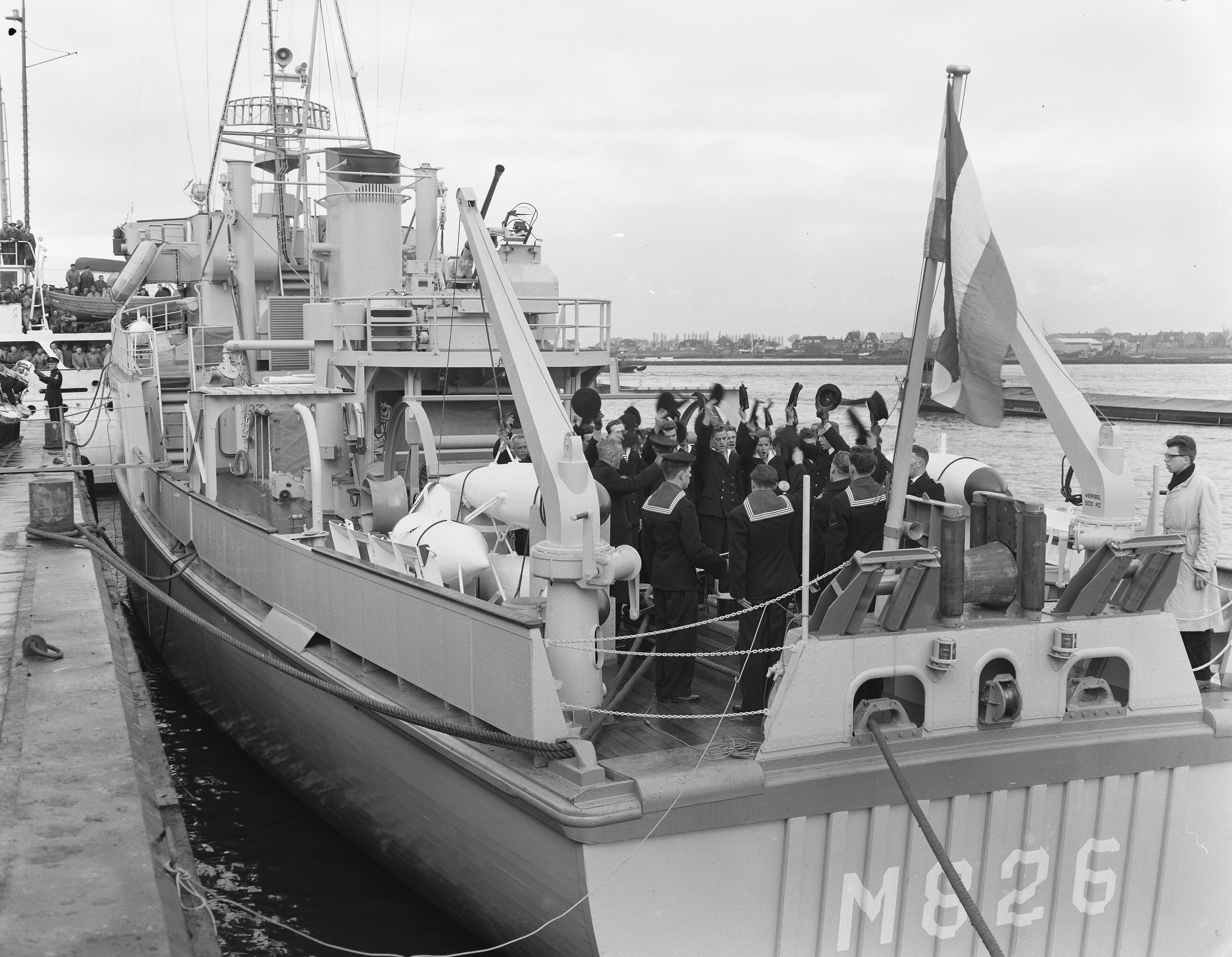
Indienstelling mijnenveger Hr. Ms. Grijpskerk te Slikkerveer op 16 november 1956

De Hr.Ms. Grijpskerk (M826) was een Nederlandse mijnenveger van de Wildervankklasse die van 1956 tot 1973 dienstdeed bij de Koninklijke Marine. 
De mijnenveger werd in 1955/56 gebouwd bij De Groot & Van Vliet in Slikkerveer. In 1973 werd het schip uit de actieve dienst gehaald en als immobiel schip gebruikt door de Technische Opleidingsschool Koninklijke Marine (TOKM) in Amsterdam. In 1983 werd het schip in bruikleen gegeven aan het Zeekadetkorps Nederland.
In 1993 werd het schip gestript en op 23 december 1993 voor 13.200 gulden voor schroot verkocht aan de firma R. Zorn te Haarlem.